# Carol Brown (Ruderin)

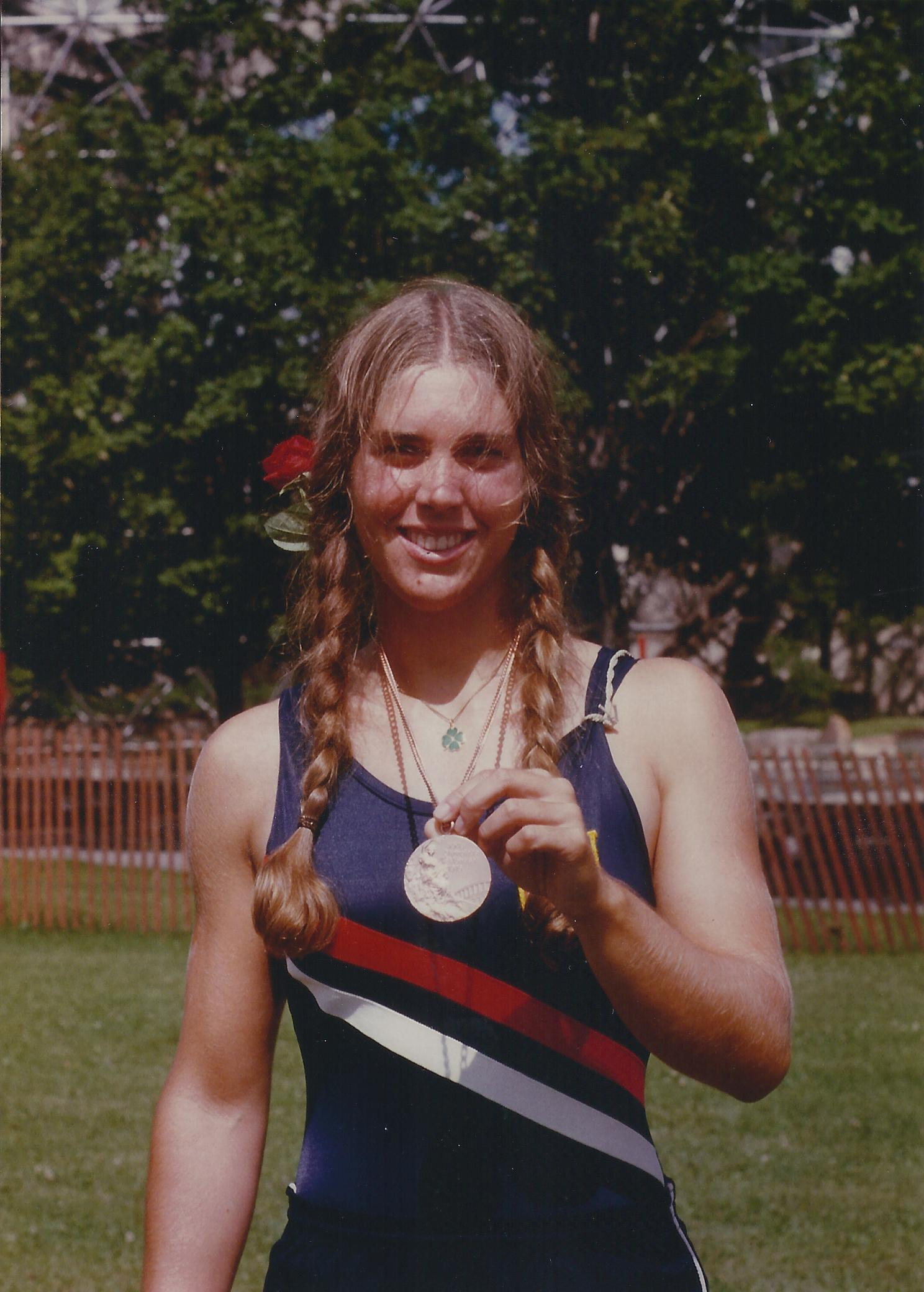
Carol Brown präsentiert ihre olympische Medaille (1976)

Carol Page Brown (* 19. April 1953 in Oak Park, Illinois) ist eine ehemalige US-amerikanische Ruderin, die 1976 Olympiadritte mit dem Achter wurde. 

## Sportliche Karriere
Die 1,72 m große Carol Brown war während ihres Studiums an der Princeton University sowohl im Schwimmteam als auch im Ruderteam. International trat sie erstmals bei den Ruder-Weltmeisterschaften 1974 in Erscheinung, als sie den fünften Platz im Zweier ohne Steuerfrau belegte. 1975 gewann der Achter aus den Vereinigten Staaten bei den Weltmeisterschaften in Nottingham die Silbermedaille hinter dem DDR-Achter in der Besetzung Christine Ernst, Carol Brown, Nancy Storrs, Wiki Royden, Claudia Schneider, Anne Warner, Gail Pierson, Carolyn Graves und Steuerfrau Lynn Silliman. 
Im nächsten Jahr bildeten Jacqueline Zoch, Anita DeFrantz, Carolyn Graves, Marion Greig, Anne Warner, Margaret McCarthy, Carol Brown, Gail Ricketson und Lynn Silliman den US-Achter. Bei den Olympischen Spielen 1976 in Montreal belegte der US-Achter hinter dem DDR-Achter den zweiten Platz im Vorlauf und gewann den Hoffnungslauf. Im Finale siegte das Boot aus der DDR vor dem Boot aus der Sowjetunion. Mit zweieinhalb Sekunden Rückstand auf das sowjetische Boot und einer Sekunde Vorsprung vor den Kanadierinnen erhielten die Ruderinnen aus den Vereinigten Staaten die Bronzemedaille.
Nach einem Jahr Pause kehrte Carol Brown 1978 auf die internationalen Regattastrecken zurück. Bei den Weltmeisterschaften in Neuseeland gewann sie im Vierer mit Steuerfrau zusammen mit Anita DeFrantz, Cozema Crawford, Nancy Storrs und Steuerfrau Hollis Hatton die Silbermedaille hinter dem Boot aus der DDR. Brown, DeFrantz, Storrs und Hatton saßen auch im Achter, der mit Janet Harville, Anne Warner, Valerie Barber, Susan Tuttle und Anne Marden den vierten Platz belegte. Im Jahr darauf gewann der US-Achter bei den Weltmeisterschaften 1979 in Bled die Bronzemedaille hinter den Booten aus der Sowjetunion und aus der DDR. Die Besetzung von 1979 bestand aus Carol Brown, Carol Bower, Susan Tuttle, Jeanne Flanagan, Patricia Brink, Patricia Spratlen, Janet Harville, Mary O’Connor und Hollis Hatton.
1980 war Carol Brown Mitglied des US-Achters, der in Luzern den Achter aus der DDR schlug. Bei den Olympischen Spielen 1980 in Moskau traten wegen des Olympiaboykotts keine Sportlerinnen und Sportler aus den Vereinigten Staaten an. Bei den Weltmeisterschaften 1981 in München bildeten Carol Bower, Carol Brown, Jeanne Flanagan, Patricia Spratlen, Kristine Norelius, Carolyn Graves, Elizabeth Hills-O’Leary, Elizabeth Miles und Steuerfrau Valerie McClain-Ward den US-Achter, der die Silbermedaille hinter dem sowjetischen Boot gewann. 1983 trat Brown bei den Weltmeisterschaften in Duisburg im Vierer mit Steuerfrau an und belegte noch einmal den fünften Platz.